# آق‌تاش
آقتاش (به ازبکی: Оқтош) شهری در ولایت سمرقند کشور ازبکستان است که در سرشماری سال ۲۰۱۰ میلادی، ۴۱٬۶۱۵ نفر جمعیت داشته است.